# Naoko Kawashima
Naoko Kawashima –en japonés, 川嶋 奈緒子, Kawashima Naoko– (Tokio, 7 de abril de 1981) es una deportista japonesa que compitió en natación sincronizada.
Participó en dos Juegos Olímpicos de Verano en los años 2004 y 2008, obteniendo una medalla de plata en Atenas 2004 en la prueba de equipo. Ganó siete medallas en el Campeonato Mundial de Natación entre los años 2001 y 2007.

## Palmarés internacional
| Juegos Olímpicos   | Juegos Olímpicos      | Juegos Olímpicos  | Juegos Olímpicos  |
| Año                | Lugar                 | Medalla           | Prueba            |
| ------------------ | --------------------- | ----------------- | ----------------- |
| 2004               | Atenas (Grecia)       | Medalla de plata  | Equipo            |
| Campeonato Mundial |                       |                   |                   |
| Año                | Lugar                 | Medalla           | Prueba            |
| 2001               | Fukuoka (Japón)       | Medalla de plata  | Equipo            |
| 2003               | Barcelona (España)    | Medalla de oro    | Combinación libre |
| 2005               | Montreal (Canadá)     | Medalla de plata  | Equipo            |
| 2005               | Montreal (Canadá)     | Medalla de plata  | Combinación libre |
| 2007               | Melbourne (Australia) | Medalla de plata  | Equipo técnico    |
| 2007               | Melbourne (Australia) | Medalla de plata  | Combinación libre |
| 2007               | Melbourne (Australia) | Medalla de bronce | Equipo libre      |